# 안상학
안상학(1962년 6월 5일 ~ )은 대한민국의 시인이다. 

## 생애
1962년 경북 안동 출생. 1988년 중앙일보 신춘문예 시부문에 〈1987年 11月의 新川〉이 당선되어 등단했다. 
권정생어린이문화재단 사무처장 , 한국작가회의 사무총장을 지냈다.

## 수상
- 2015년 제7회 고산문학대상[4]
- 2016년 제7회 권정생창작기금[2] : 다섯 번째 시집 《그 사람은 돌아오고 나는 거기 없었네》
- 2018년 제5회 동시마중 작품상[3]
- 2021년 5·18문학상 본상[5]
- 2021년 제23회 백석문학상[6]
- 2021년 대한민국 문화예술상[7]

## 저서

### 시집
- 《그대 무사한가》(1991년, 한길)
- 《안동소주》(1999년, 실천문학사)
- 《오래된 엽서》(2003년, 천년의시작)
- 《아배 생각》(2008년, 애지)
- 《그 사람은 돌아오고 나는 거기 없었네》(2017년, 실천문학사)
- 《안상학 시선》(2018년, 아시아)
- 《남아 있는 날들은 모두가 내일》(2020년, 걷는사람)

### 동시집
- 《지구를 운전하는 엄마》(2018년, 창비)